# Phong trào ủng hộ tình dục

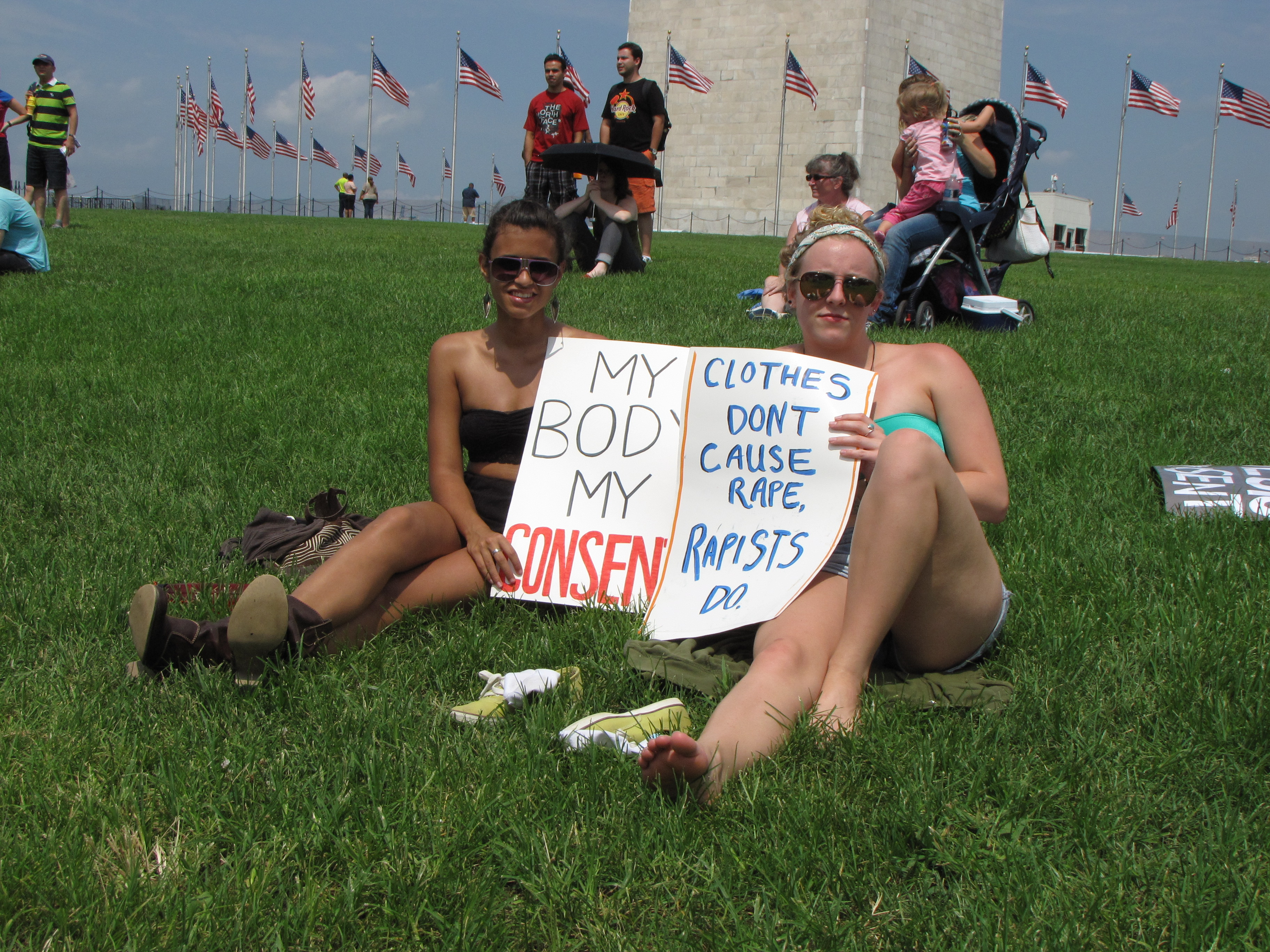
Hai phụ nữ tham gia phong trào tích cực tình dục

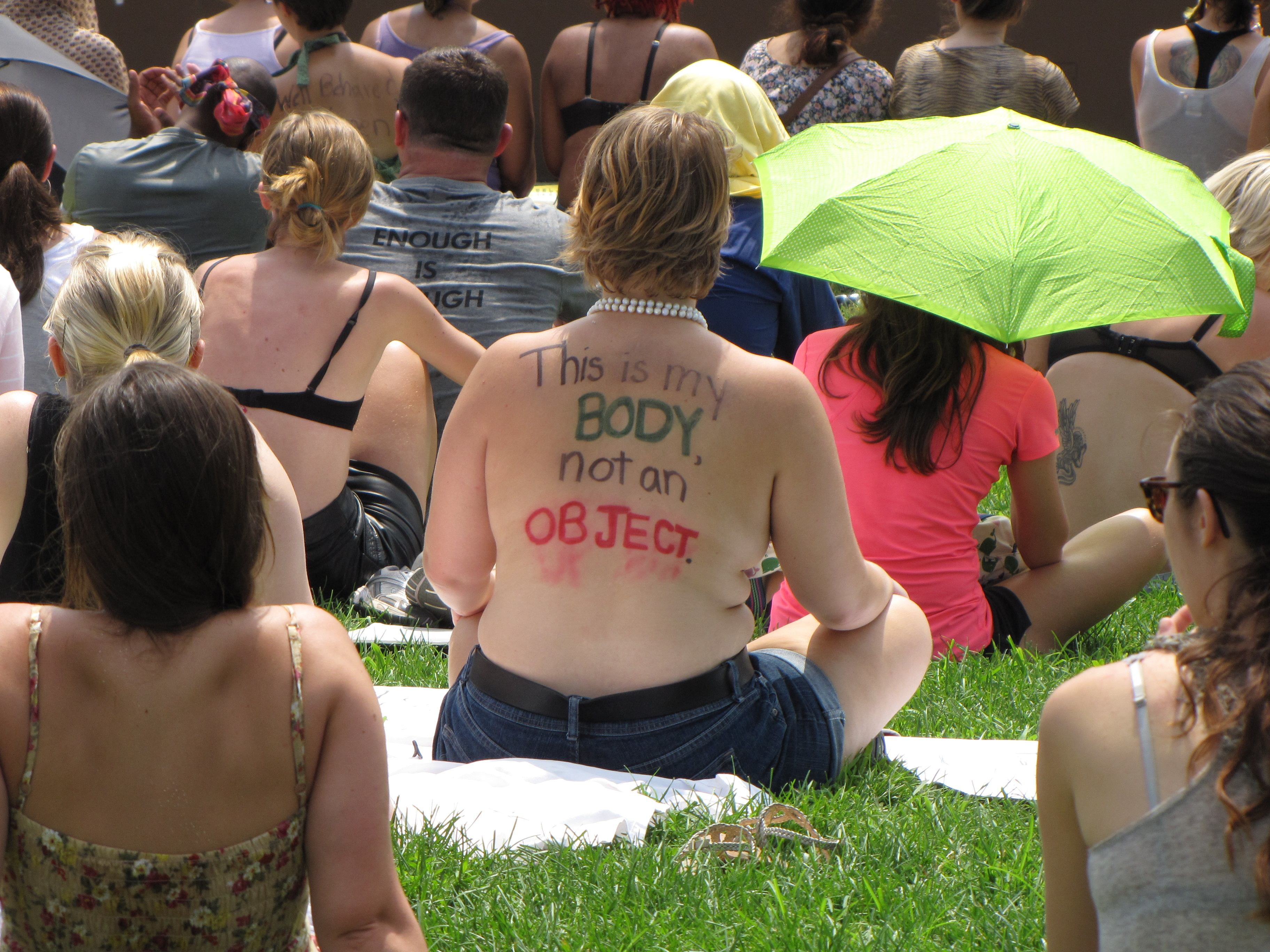
Tham gia phong trào tự do tình dục và quyền tự quyết cơ thể

Phong trào ủng hộ tình dục hay Phong trào tích cực tình dục (Sex-positive movement) là một phong trào xã hội và phong trào triết học nhằm tìm cách thay đổi thái độ và chuẩn mực văn hóa xung quanh vấn đề tình dục, thúc đẩy việc công nhận tình dục (dưới vô số hình thức biểu hiện) là một phần tự nhiên và sự lành mạnh của trải nghiệm con người, đồng thời nhấn mạnh tầm quan trọng của chủ quyền cá nhân, các thực hành tình dục an toàn, và tình dục tự nguyện (không bạo lực hoặc ép buộc). Phong trào này dựa trên quan điểm rằng "tình dục là một phần quan trọng của trải nghiệm con người và nó xứng đáng được tôn trọng". Đây là một phong trào xã hội và văn hóa rầm rộ, chủ trương một thái độ lành mạnh, cởi mở, không phán xét đối với tình dục và sự đa dạng của các biểu hiện tình dục, nội hàm trọng tâm của nó là "cởi mở với nhiều khuynh hướng tình dục, sở thích, bản dạng và cách thể hiện khác nhau". Phong trào tích cực về tình dục cũng ủng hộ giáo dục giới tính toàn diện và tình dục an toàn như một phần của chiến dịch của mình. Phong trào này nói chung không phân biệt về mặt đạo đức giữa các loại hoạt động tình dục, coi những lựa chọn này là vấn đề sở thích cá nhân. Quan điểm tích cực về tình dục được hình thành và bắt nguồn từ quan điểm phương Tây và phần lớn các khuôn khổ tích cực về tình dục hiện nay tập trung vào các nhóm dân số có học thức, công nghiệp hóa, thịnh vượng và dân chủ và các nhóm bị gạt ra ngoài lề.

## Đại cương
Phong trào ủng hộ tình dục với sự chấp nhận đa dạng tình dục và quyền tự chủ thân thể một cách cởi mở đang trong quá trình phát triển và phổ biến rộng rãi như một phong trào xã hội công khai. Các nền tảng mạng xã hội đã tạo không gian cho giới trẻ thảo luận cởi mở hơn về tình yêu, tình dục, các mối quan hệ và những quan điểm cá nhân, dù vẫn còn nhiều hạn chế và định kiến xã hội. Trái ngược với quan điểm truyền thống hay bảo thủ thường coi tình dục là điều cấm kỵ, nhạy cảm, đáng xấu hổ, hoặc chỉ dành cho mục đích sinh sản trong hôn nhân thì phong trào này khuyến khích việc coi tình dục là một khía cạnh tự nhiên, tích cực và lành mạnh của cuộc sống con người và có thể là nguồn gốc của niềm vui và sự thỏa mãn. Phong trào này ủng hộ quyền tự chủ tình dục, giáo dục giới tính toàn diện, và sự đồng thuận một cách nhiệt tình trong mọi hoạt động tình dục. Phong trào này thường không phân biệt đạo đức giữa các loại hình hoạt động tình dục có sự đồng thuận, coi đó là vấn đề sở thích cá nhân. Một số hình thức khiêu dâm hoặc lao động tình dục có thể là sự thể hiện quyền tự chủ và sự giải phóng tình dục của phụ nữ, miễn là có sự đồng thuận và không có bóc lột. 

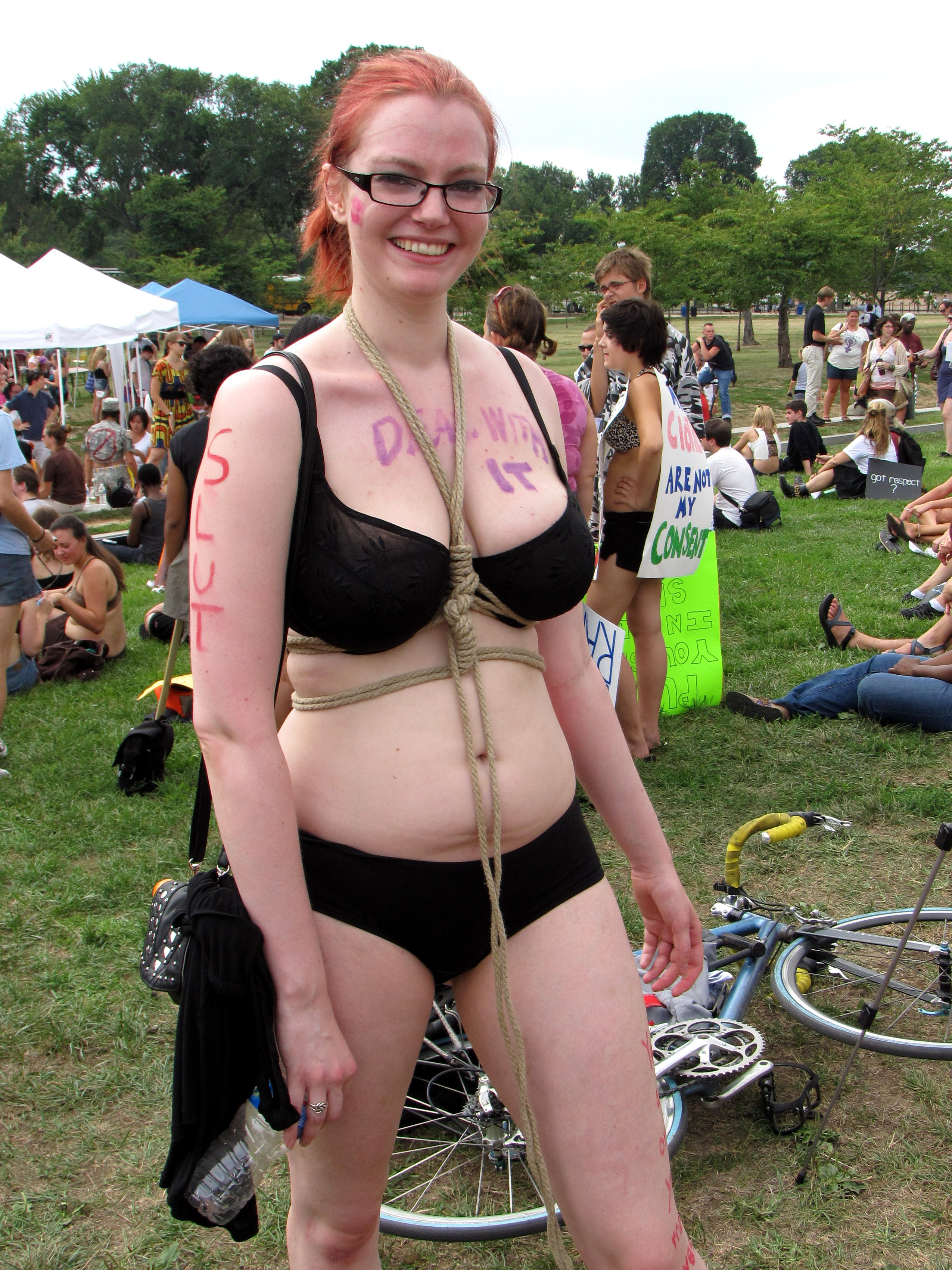
Tham gia phong trào tự do tình dục

Các nguyên tắc cốt lõi của phong trào ủng hộ tình dục bao gồm:
- Tự chủ thân thể và tình dục: Mọi cá nhân có quyền tự do hoàn toàn đối với cơ thể (Bodily integrity) và các quyết định tình dục của mình, miễn là có sự đồng thuận đầy đủ.
- Đồng thuận (Consent) và tự nguyện là yếu tố quan trọng: Các hoạt động tình dục nào cũng phải dựa trên sự đồng thuận tự nguyện, công khai, rõ ràng, nhiệt tình, đam mê và liên tục của tất cả các bên liên quan. Không có sự đồng thuận thì không có tình dục lành mạnh[9]. Sự đồng thuận này có thể được truyền đạt bằng lời nói hoặc phi ngôn ngữ, khuyến khích sử dụng ngôn ngữ cơ thể, những biểu hiện này bao gồm cử chỉ gật đầu, duy trì giao tiếp bằng ánh mắt, và mỉm cười, như những ví dụ về ngôn ngữ cơ thể, cũng như luôn cần có sự xác nhận bằng lời, thường xuyên trao đổi thẳng thắn và cởi mở với đối tác hoặc các đối tác để đảm bảo họ cảm thấy thoải mái[10].
- Đả phá, phá vỡ sự kỳ thị và xấu hổ về tình dục: Nhằm loại bỏ các định kiến, sự phán xét, đánh giá và cảm giác tội lỗi gắn liền với tình dục, khuyến khích đối thoại cởi mở, thẳng thắn và chân thật về các vấn đề tình dục, thầm kín[11].
- Tập trung vào niềm vui và khoái cảm: Nhấn mạnh tầm quan trọng của niềm vui và sự thỏa mãn tình dục cho tất cả các giới, không chỉ là mục đích sinh sản hay nghĩa vụ.
- Quan điểm tích cực về tình dục cho phép và trên thực tế tôn vinh sự đa dạng tình dục, những ham muốn và cấu trúc mối quan hệ khác nhau, cũng như những lựa chọn cá nhân dựa trên sự đồng thuận. Đó là triết lý văn hóa coi tình dục là một sức mạnh tích cực, có tiềm năng trong cuộc sống của một người, và tất nhiên, nó có thể được đối lập với quan điểm tiêu cực về tình dục, vốn coi tình dục là vấn đề, gây rối loạn và nguy hiểm[12].

## Hình ảnh

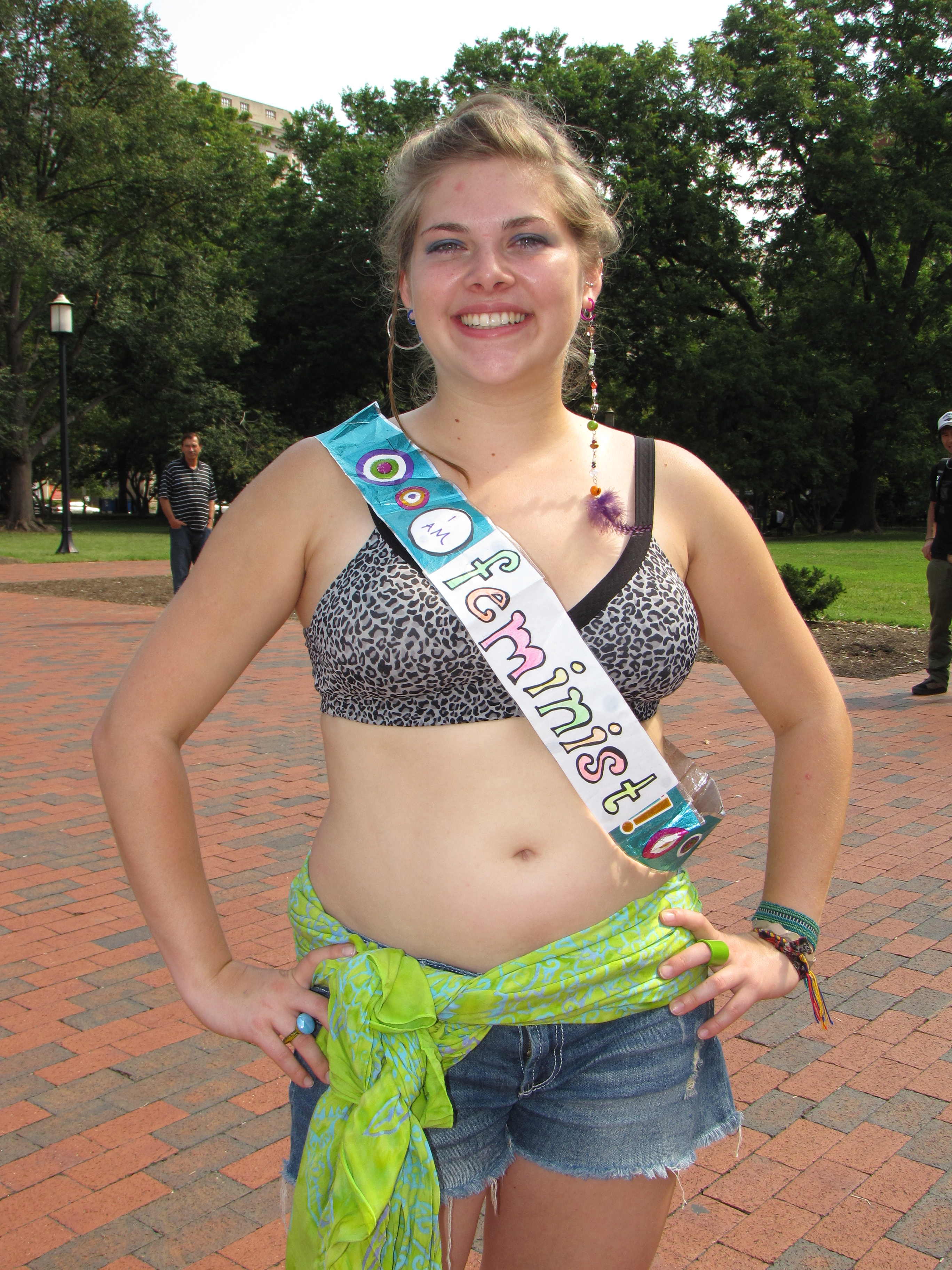
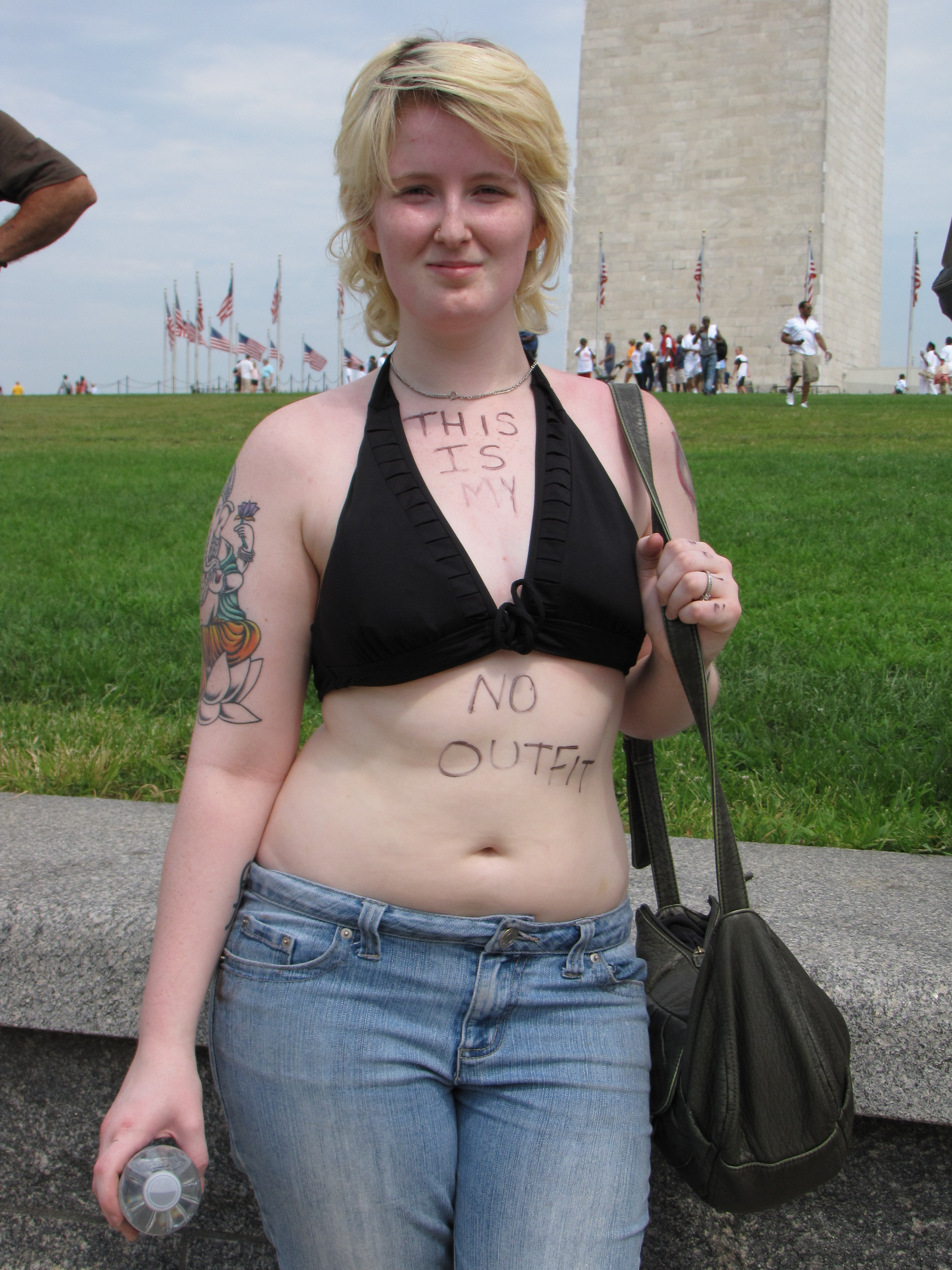
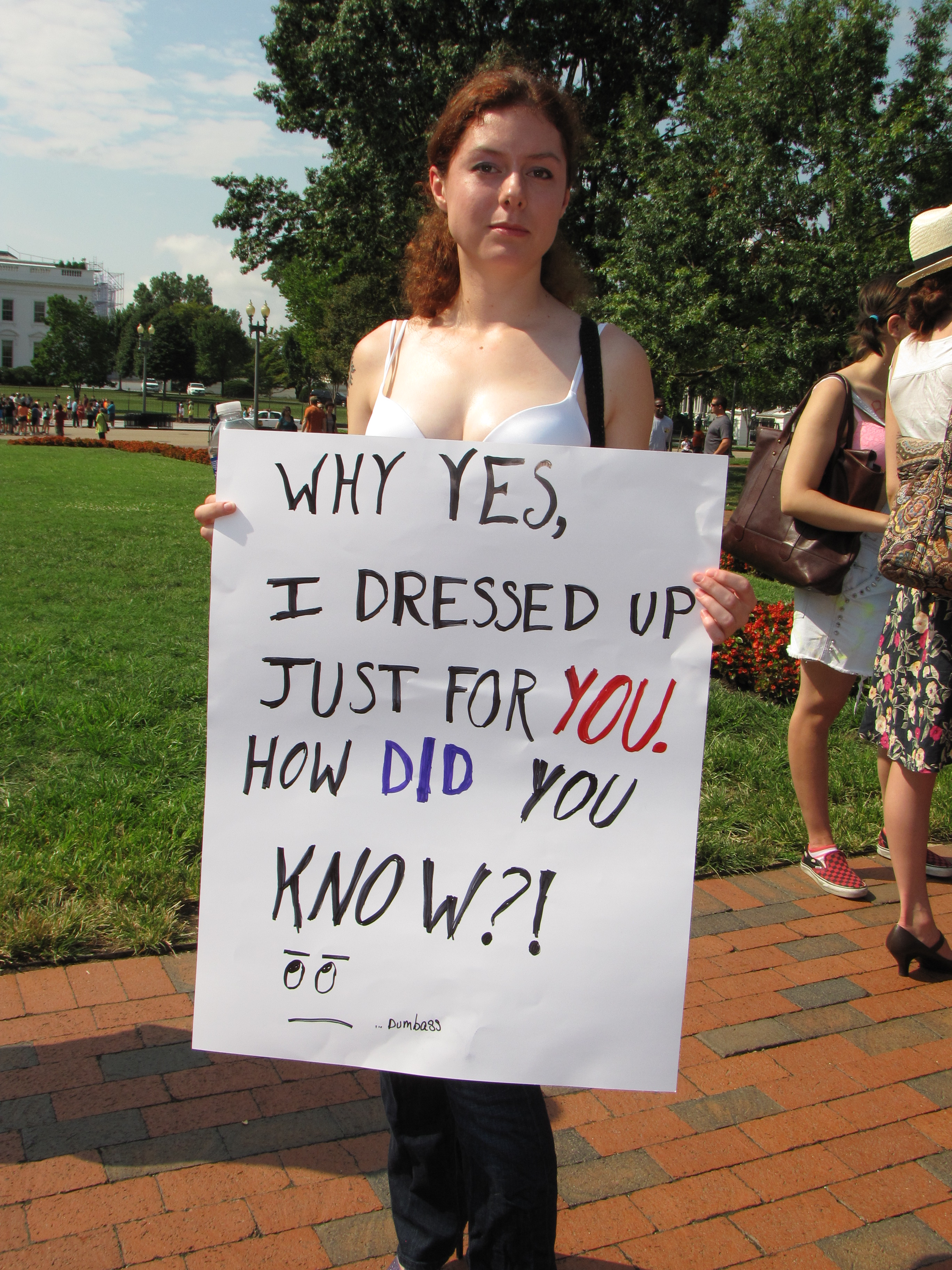
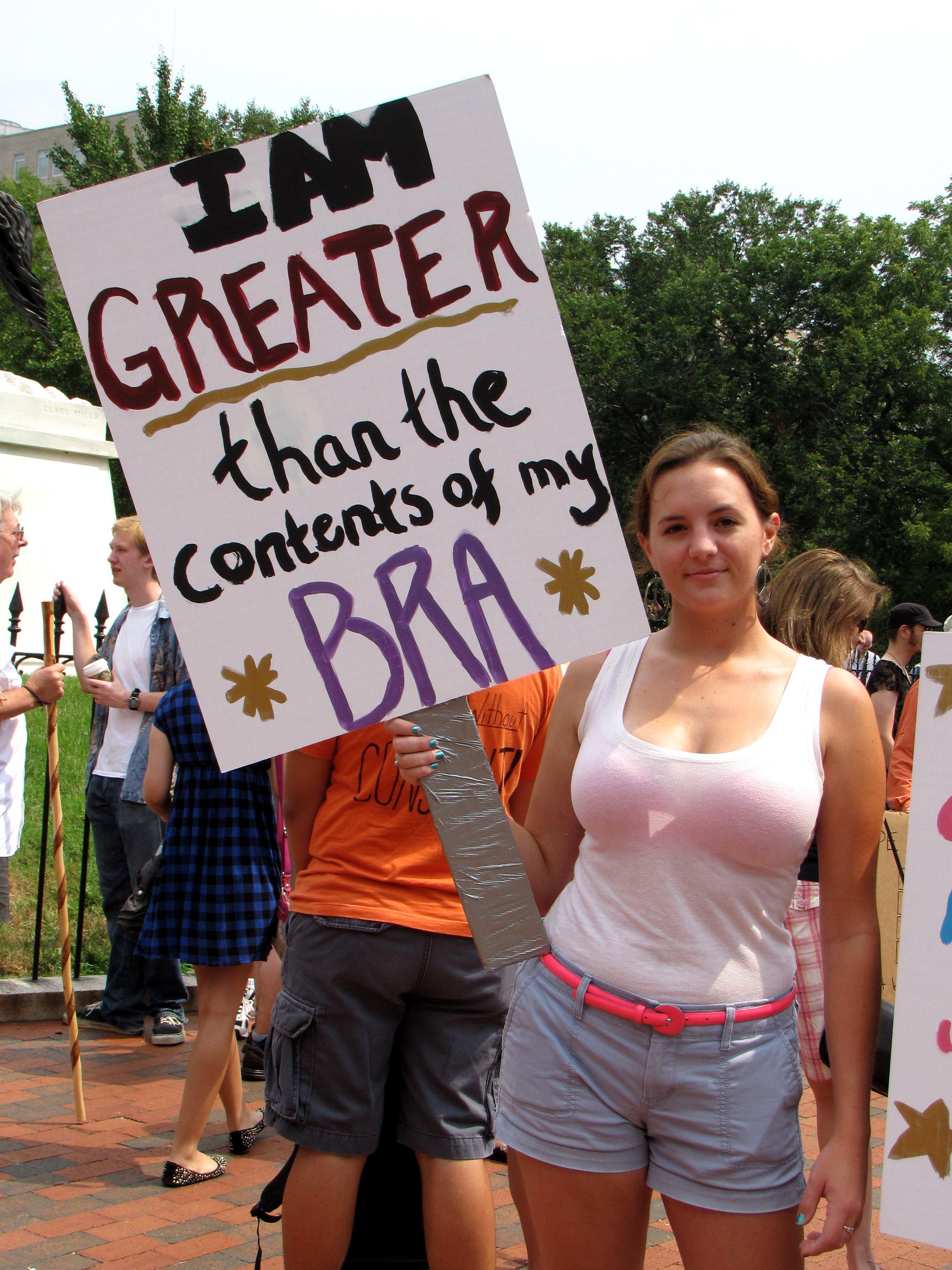
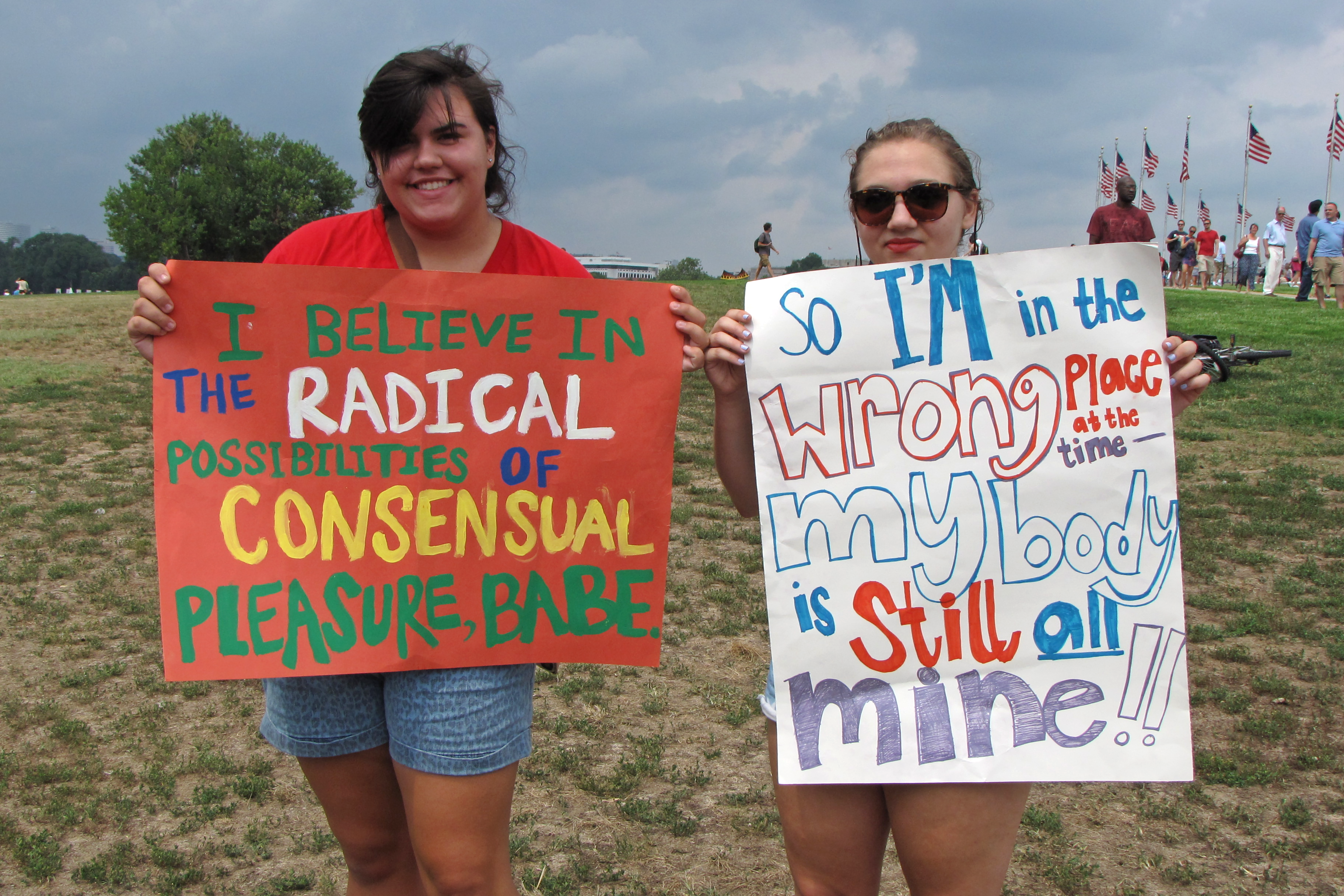
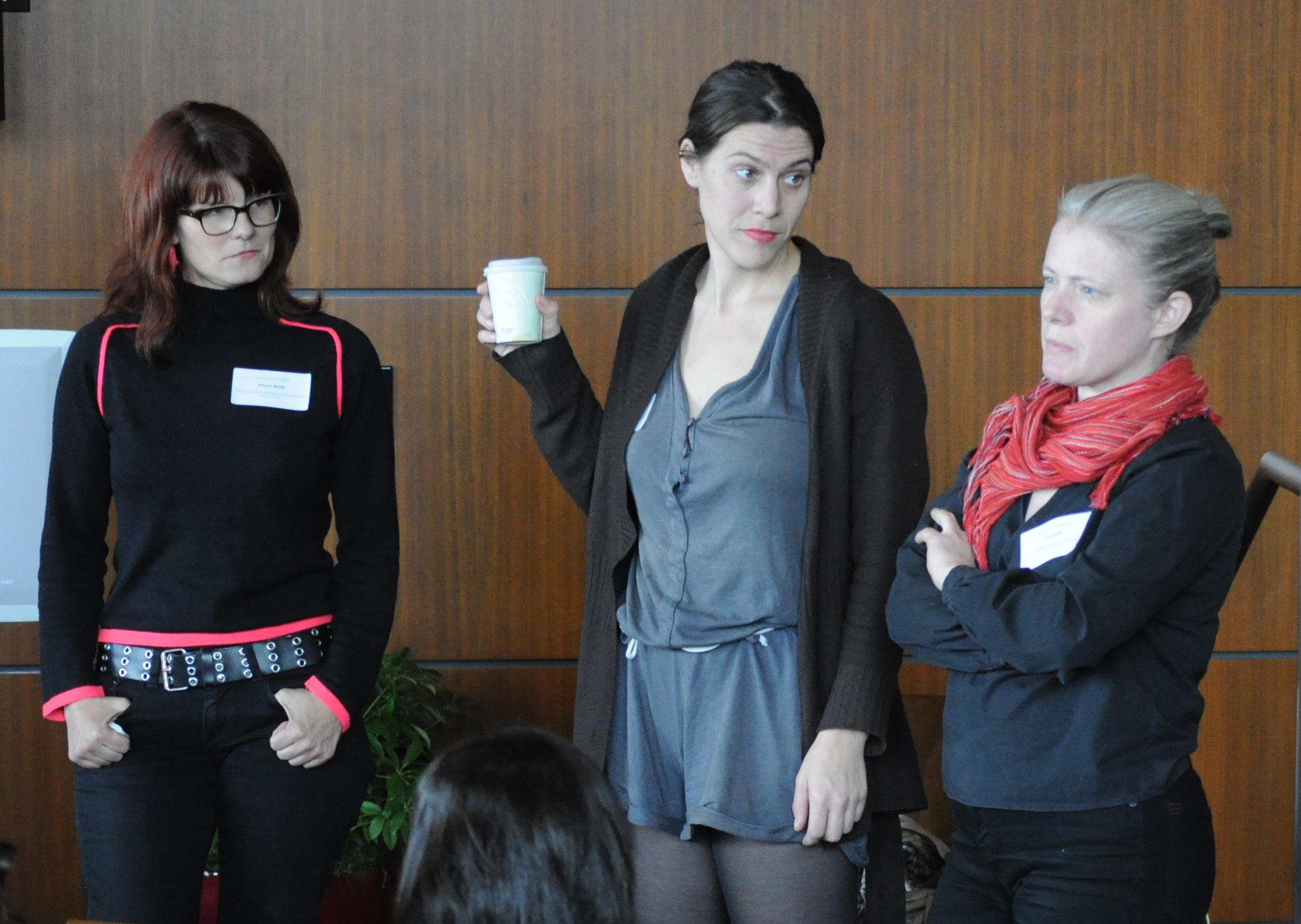
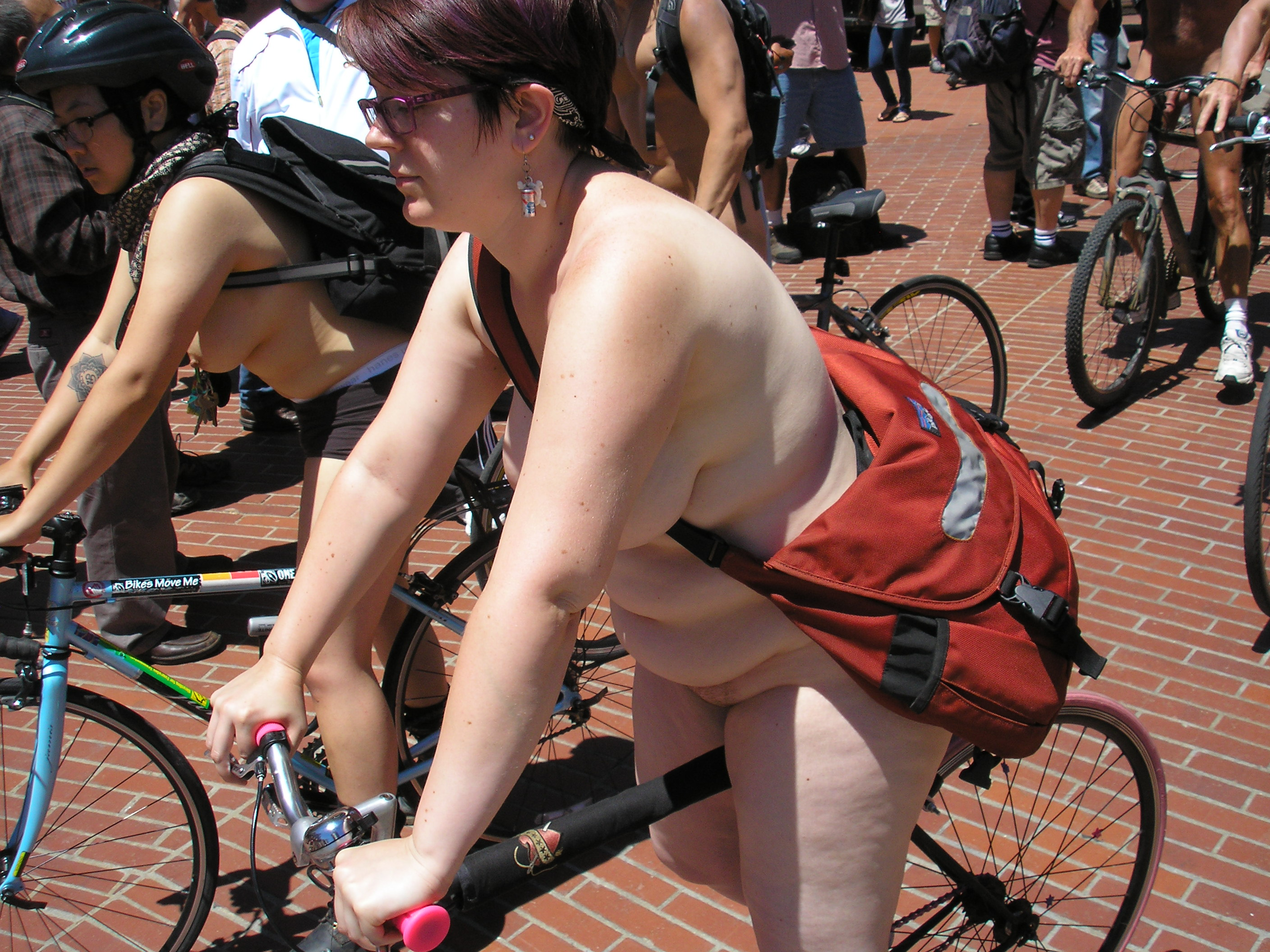
Đạp xe khỏa thân